# Raunøyna
Ne doit pas être confondu avec Raunøyna (Masfjorden).
Raunøyna ou Stora Raunøyna est une île dans le landskap Sunnhordland du comté de Vestland. Elle appartient administrativement à Øygarden.

## Géographie
Rocheuse et désertique à l'exception d'une légère végétation, elle s'étend sur environ 324 m de longueur pour une largeur approximative de 264 m.